# Михаил Скендеров
Михаил Иванов Скендеров, наричан Скендеря и използвал и псевдонима Серафим, е български революционер, деец на Вътрешна македоно-одринска революционна организация и на Вътрешната македонска революционна организация.

## Биография
Скендеров е роден в 1885 година или 1888 година в сярското село Горно Броди, тогава в Османската империя, днес Ано Вронду, Гърция. Племенник е на дееца на ВМОРО Иван Жилев. Получава основно прогимназиално образование и влиза в революционната организация, като първоначално изпълнява куриерски задачи. От 1905 година е четник. На 14 септември 1909 година застрелва съселянина си Тодор Д. Гайдов. От 1912 година е самостоятелен войвода в Сярско.
В 1912 година заедно с В. Зайков убива край Фотовища серчаните Костадин Алакушев, Стойко Пашкулев и Благой Матеров.
При избухването на Балканската война в 1912 година Михаил Скендеров е доброволец в Македоно-одринското опълчение и служи в четата на Георги Занков. Носител е на орден „За храброст“ IV степен. Назначен е за началник на новообразуваната Сярска околия. След Първата световна война в 1919 година отново става войвода в Сярско.
На 20 май четата на Скендеров е открита в планината Круша и води еднодневно сражения с гръцка войска и андарти, които дават трима загинали войници и девет андарти. На 3 юли под Алиботуш Михаил Скендеров отново води бой с гръцки части, които дават двама убити и трима ранени. След тези две сражения гръцкият печат обвинява България, а властите арестуват 120 българи, които са затворени в Солун, Сяр и по островите с обвинението „поддържат ВМРО, която се бори за откъсване на Егейска Македония от Гърция“. Властите твърдят, че са разкрили комитетска мрежа в българските села около Кавала, в която членували дори и бежанци от Мала Азия, подкрепящи идеята за автономия на Македония.
След Септемврийското въстание от 1923 и Горноджумайските събития от 1924 година в Пловдив заедно с Анго Попов, Скендеров подпомага дейността на Обществената безопасност при борбата ѝ срещу комунистите в македонското движение.
Умира в 1930 или 1936 година.